# قلعه خانیک

قلعه خانیک

قلعه خانیک، واقع در  ایران بنایی بسیار قدیمی ساخته شده از خشت و گل و سنگ بر فراز قله شمالی روستای خانیک (شهرستان فردوس) (خانیک شاه) در بخش مرکزی شهرستان فردوس است که قدمت آن به دوران ناامنی و عدم وجود نیروهای امنیتی (دوره اسماعیلیان) برمی‌گردد و از جمله دلایل ساخت آن در امان بودن از غارتگری حسنی‌ها ذکر شده‌است. ساخت بنایی با این عظمت و حمل سنگ و آب به ارتفاع زیاد نشان از سخت کوشی و همت بالای این مردم است که به صورت زنجیره‌ای انسانی آب را از قنات روستا با ظرف دست به دست داده تا قله کوه می‌بردند که این کار معمولاً توسط خانم‌ها و دختر خانم‌ها انجام می‌گرفته و آقایان نیز کار جمع‌آوری سنگ و تهیه سایر مصالح را بر عهده داشته‌اند. این قلعه دارای چند برج دیده‌بانی و خانه‌هایی بوده که بقایای برخی از آنها موجود است. 

## منبع
- وب‌گاه روستای خانیک